# Enter (album)
Enter je debitantski studijski album nizozemskog simfonijskog metal sastava Within Temptation. Objavila ga je 1997. diskografska kuća DSFA Records. Stil albuma vrlo je instrumentalan u usporedbi s ostalim albumima. Stihovi se uglavnom koncetriraju na smrt, tugu, tamu, duhove, ljubav i ponešto fantastike. Mnogi kritičari su album opisali kao značajan gothic metal album.

## Popis pjesama
1. "Restless" - 6:08
2. "Enter" - 7:14
3. "Pearls Of Light" - 5:14
4. "Deep Within" - 4:30
5. "Gatekeeper" - 6:43
6. "Grace" - 5:09
7. "Blooded" - 3:37
8. "Candles" - 7:07